# Schwefeldifluorid
Schwefeldifluorid ist eine chemische Verbindung aus der Gruppe der Fluoride.

## Gewinnung und Darstellung
Schwefeldifluorid kann durch Halogenaustausch bei der Reaktion von Schwefeldichlorid mit Kaliumfluorid (170 °C) oder Quecksilber(II)-fluorid (150 °C) oder Silber(I)-fluorid (20 °C) bei Drücken < 25 mbar gewonnen werden, wobei auch andere Schwefelfluoride entstehen.
{\displaystyle \mathrm {SCl_{2}+2\ KF\longrightarrow SF_{2}+2KCl} }
{\displaystyle \mathrm {SCl_{2}+HgF_{2}\longrightarrow SF_{2}+HgCl_{2}} }
Ebenfalls möglich ist die Darstellung durch Reaktion von Carbonylsulfid mit Fluor.

## Eigenschaften

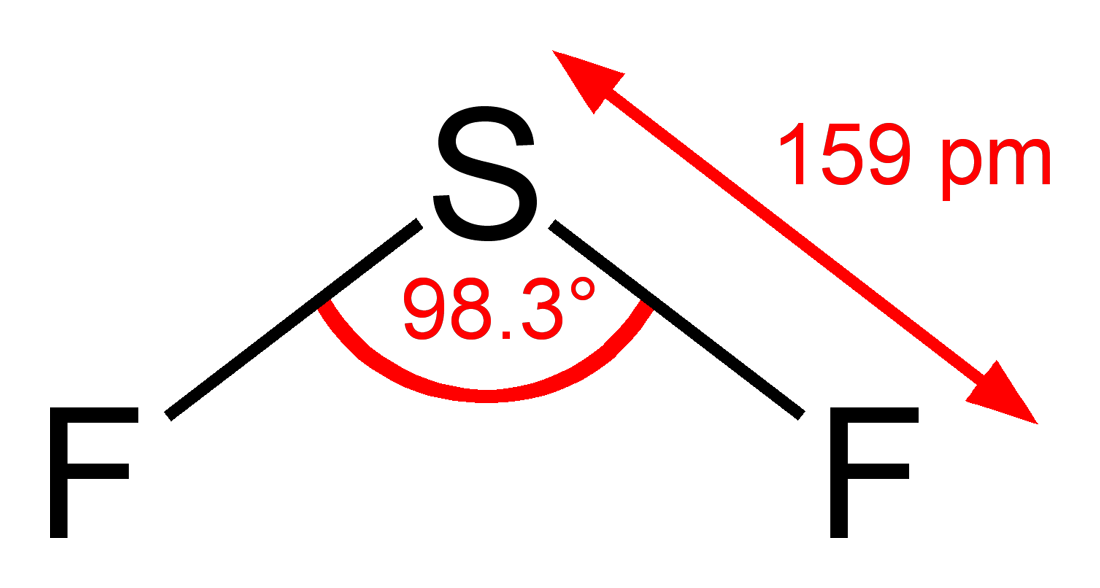
Bindungslängen und -winkel von Schwefeldifluorid

Schwefeldifluorid ist ein farbloses Gas, das als Monomer (SF2), als auch als Dimer Dischwefeltetrafluorid und Trimer Trischwefelhexafluorid existiert.  Es ist nur in verdünntem Zustand und nur in Abwesenheit von Zersetzungskatalysatoren (wie Fluorwasserstoff oder Metallfluoriden) kurzzeitig stabil, ansonsten zerfällt es über das Di- und Trimer zu  Thiothionylfluorid und Schwefeltetrafluorid.
{\displaystyle \mathrm {3\ SF_{2}\longrightarrow SSF_{2}+SF_{4}} }